# Рыба моей мечты
«Рыба моей мечты» (англ. Salmon Fishing in the Yemen — рус. «Ловля лосося в Йемене») — британская комедийная драма режиссёра Лассе Халльстрёма 2011 года с Юэном Макгрегором, Эмили Блант, Кристин Скотт Томас и Амром Вакед в главных ролях. Основанный на одноимённом романе Пола Тордея 2007 года и сценарии Саймона Бофоя, фильм снимался в Лондоне, Англии, Шотландии и Марокко с августа по октябрь 2010 года.
Премьера фильма состоялась на Международном кинофестивале в Торонто в 2011 году. После выхода фильм получил в целом положительные отзывы, и заработал более 34 миллионов долларов в мировом прокате. В российский прокат фильм вышел в 2012 году, локализованное название отсылает к популярному в 2011 году видеомему о поймавшем язя рыбаке.

## Сюжет
Шейх Мохаммед (Амр Вакед) предлагает рыболовному эксперту Альфреду Джонсу (Юэн Макгрегор) разводить в Йемене лосося. Эту идею подхватывают британские политики, которым нужно отвлечь общество от важных вещей, таких как война в Афганистане.

## Актёры
| Актёр               | Роль                  |
| ------------------- | --------------------- |
| Юэн Макгрегор       | Др. Альфред Джонс     |
| Эмили Блант         | Харриет Четвуд-Толбот |
| Кристин Скотт Томас | Патриция Максвелл     |
| Амр Вакед           | Шейх Мохаммед         |
| Катрин Стэдмен      | Эшли                  |
| Том Мисон           | Капитан Роберт Майерс |
| Рэйчел Стирлинг     | Мэри Джонс            |
| Том Бирд            | Питер Максвелл        |
| Питер Уайт          | Тори Гранди           |

## Производство

### Сценарий
Сценарий к фильму «Рыба моей мечты» был написан Саймоном Бофой по роману Пола Тордея. Эпистолярный роман был удостоен премии Bollinger Everyman Wodehouse Prize 2007 года и премии Waverton Good Read Award 2008 года. Посредством серии писем и документов Тордей создает политическую сатиру, в которой больше внимания уделяется «искусству политической раскрутки», чем силе человеческого духа. Бофою понравилась задача преобразования в фильм довольно сложного романа, написанного в необычном формате из серии электронных писем, текстовых сообщений, интервью и выдержек из показаний. Бофой признал: «Мне просто нравится адаптировать материал, который даёт простор для творчества и даёт мне возможность принимать самое непосредственное участие в процессе. Иногда, когда вы адаптируете что-то классическое и знаменитое, вам приходится действовать совсем по-другому, это касается и „Рыба моей мечты“, роман у которого такое необычное повествование и такая необычная структура, что у вас появляется достаточно свободы, чтобы творить интересные вещи». Бофой интегрировал электронные письма, текстовые сообщения и тексты чатов в повествование фильма.

## Приём

### Критика
Фильм получил в целом положительные отзывы критиков. В своём обзоре в Los Angeles Times Кеннет Туран назвал фильм «приятным фэнтези» и «очаровательным фильмом, немногие попытки серьёзности которого лучше всего забыть или проигнорировать». Туран похвалил игру Эмили Блант и Юэна Макгрегора, завершив: «Блант и Макгрегор — два самых одарённых и привлекательных актёра, работающих сегодня, способных превосходно играть друг с другом, и когда они вкладывают себя в этих забавных персонажей, они воплощают в жизнь очень надуманный сюжет фильма».
В своём обзоре для The Washington Post Энн Хорнадей дала фильму две с половиной звезды из четырёх, назвав фильм «абсурдистской, но романтической комедией», которая «творит странное чудо». Хорнадей похвалила режиссёра за «уверенную руку», а также актёрский дуэт Юэна Макгрегора и Эмили Блант.